# Nobuhiro Ishizaki
Nobuhiro Ishizaki (石﨑 信弘, Ishizaki Nobuhiro) est un footballeur japonais né le 14 mars 1958.

## Palmarès de joueur
- Vainqueur de la Coupe de la Ligue japonaise en 1981 (titre partagé)